# Eliodoro (minerale)
L’eliodoro è un minerale della famiglia dei ciclosilicati. Costituisce una variante del berillo di colore giallo con venature verdastre o miele. La formula chimica è Be3Al2Si6O18.

## Etimologia
Dal greco ἥλιος, sole e δῶρον, dono.

## Giacimenti
- Pakistan
- Di pegmatite a Mursinsk presso Ekaterinburg (Urali).
- Žytomyr in Ucraina.
- Fazenda do Funil in Brasile.
- In Francia, vengono trovati a La Bachelerie-en-Compreignac e presso Pont-de-Barost in Alta Vienne.